# Swetlana Heger
Swetlana Heger (* 1968 in Nové Město na Moravě) ist eine tschechische Künstlerin.

## Leben
Swetlana Heger wuchs in Bregenz in Österreich auf. Sie studierte von 1990 bis 1995 an der Universität für angewandte Kunst Wien bei Mario Terzic und Ernst Caramelle. Von 1995 bis 2000 arbeitete sie mit dem Künstler Plamen Dejanov zusammen. Von 1996 bis 1998 studierte sie an der Musashino Art University in Tokyo bei Keigo Yamamoto.
1997 hatte Heger einen Lehrauftrag an der Akademie der bildenden Künste Wien bei Franz Graf. 2005 war sie Visiting Professor an der School of Visual Arts in New York. 2012 wurde Swetlana Heger als „Professor of Fine Arts“ an die Academy of Fine Arts an der Umeå Universität in Schweden berufen, wo sie von 2014 bis 2017 als Pro-Rektorin und schließlich als Rektorin tätig war.
Seit September 2017 ist Heger Direktorin des Departements Fine Arts der Zürcher Hochschule der Künste (ZHdK).

## Auszeichnungen
- 1995 Fred-Adlmüller-Stipendium, Wien
- 2009 Internationaler Kunstpreis des Landes Vorarlberg[4]

## Ausstellungen
- 1999 – mit Plamen Dejanov: Melbourne International Biennial 1999
- 2001 – MAK-Galerie, Wien[5][6]
- 2005 – Künstlerhaus Palais Thurn & Taxis, Bregenz[7]
- 2010 – Cabaret Voltaire Zürich, Out of Shadow/into the Fog
- 2015 – Tiroler Kunstpavillon, Tiroler Künstlerschaft, Innsbruck[8]

## Kuratorin
- 2004 Ausstellung Hotel Hollywood. im Künstlerhaus Bregenz.